# ZombsRoyale.io
ZombsRoyale.io — це двовимірна відеогра в жанрі королівської битви, розроблена американською студією End Game. Гра була випущена у 2018 році для iOS, Android та для веббраузерів. Подібно до інших ігор у жанрі королівської битви, гравці грають проти інших гравців на великій карті шукаючи припаси та зброю.

## Ігровий процес
Гра проводиться раундами, які тривають кілька хвилин. Кожен раунд допускає від 50 до 110 гравців. Гравці представлені круглими фігурами на двовимірній сітковій карті, оточеній круглою синьою зоною (так званим «газом»), яка збільшується в міру просування гри, змушуючи гравців збиратись у все меншій і меншій області. Гравці отримують пошкодження (2-15 одиниць здоров'я), якщо залишаються в зоні, і можуть загинути в ній, якщо залишаться там. Гравці починають гру без будь-якої зброї, крім кулаків або будь-яких речей ближнього бою. Зброю та лікувальні предмети можна знайти по всій карті в контейнерах для здобичі, таких як коробки, ящики та скрині. Контейнери для здобичі розташовані по всій карті всередині та зовні будівель. Деякі цілющі предмети — це бинти (зцілює 15-16 одиниць здоров'я, але лише до 75 ОЗ), аптечка (зцілює повністю), малий щит (англ. Small Shield) (додає 25 одиниць броні, але максимум до 50 ОБ), великий щит (англ. Big Shield) (додає 50 ОБ), гібридне зілля (англ. Hybrid Potion) (зцілює 25 ОЗ і додає 25 ОБ з часом) і лікувальна зброя (лікує 8 ОЗ за постріл). Зброя має силу в залежності від її рідкості і класифікується як звичайна (сіра), незвичайна (зелена), рідкісна (синя), епічна (фіолетова), легендарна (золота) або міфічна (червона). Вони зберігаються в інвентарі з шести комірок (за винятком комірки ближнього бою).

## Монетизація та режими
Існує кілька режимів, основними з яких є соло, дуети, команди, та LTM (режими з обмеженим часом). LTM має різні режими, які з'являються протягом обмеженого часу, звідси й назва. Деякі обмежені в часі режими включають: зомбі, захист VIP, гонка зі зброєю, таємничий режим, 50 на 50 і режим суперсили. Існував старий прихований режим гри під назвою «Crystal Clash», до якого гравці можуть отримати доступ, приєднавшись до турніру за допомогою коду «CC». Це гра чотирьох гравців у двох командах, мета якої знищити кристал команди супротивника за п'ять хвилин. Раніше існував інший режим гри під назвою «Космічна битва», але пізніше був вилучений з гри. У режимах Duos, Squads і деяких режимах LTM гравця можуть оживити товаришів по команді. ZombsRoyale має різні сезони, у кожному сезоні з'являються нові локації, функції, зброя та нові режими. Кожен сезон також має власний бойовий пропуск, який ви можете підвищити, щоб отримати нагороди. У грі є 2 різні валюти, золото і дорогоцінні камені. Дорогоцінні камені можна використовувати для покращень або придбати скриньку з одягом в магазині. Наразі гра виходить на 31 сезон. Майже кожні два місяці виходить новий сезон із новим бойовим пропуском, POI та одягом.

## Розвиток
Zombs Royale розроблено компанією End Game. Студія почала створювати вебсайти, такі як «Poke Vision», який допомагає користувачам ловити покемонів у Pokémon Go. Потім вони почали створювати браузерні ігри, побачивши успіх інших ігор, таких як Slither.io. Спочатку вони створили Zombs.io, потім Spinz.io і, нарешті, ZombsRoyale.io. Гра була створена приблизно за 4 тижні, але після її успішного запуску End Game присвятили решту 2018 року підтримці гри.